# Эль-Агейла
Эль-Агейла (араб. العقيلة‎) — населённый пункт в Ливии, муниципалитет Эль-Вахат. Расположен на берегу залива Сидра.

## История
На месте Эль-Агейлы располагался укреплённый римский город Анабикус (Anabucis) и его греческий предшественник Автомала (Automala).
Во время итальянской оккупации Ливии на территории Эль-Агейлы размещался концентрационный лагерь для бедуинов. Лагерь был расположен к югу от поселения и насчитывал 10 тысяч заключённых, тысячи из которых погибли.

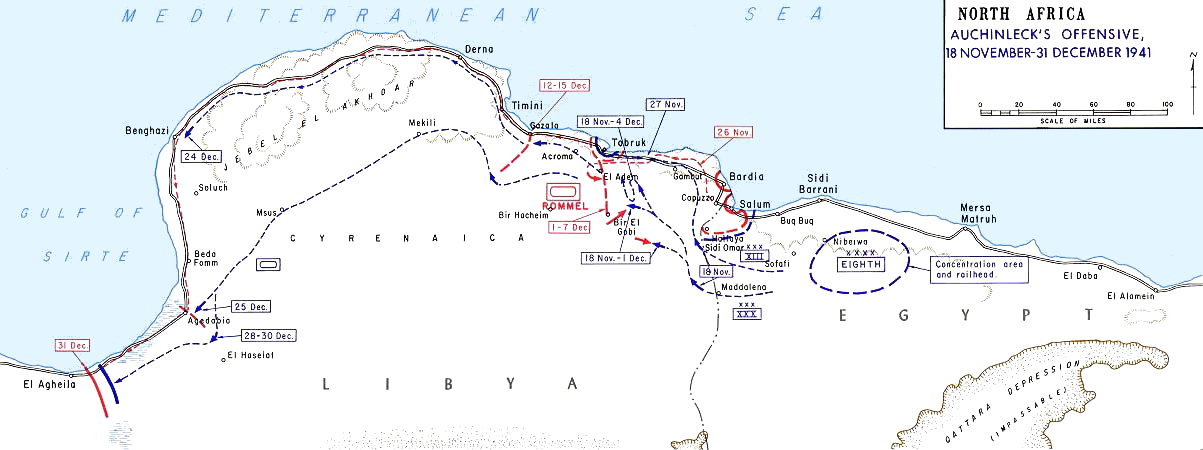

Во время Второй мировой войны Эль-Агейла была ареной нескольких сражений в рамках североафриканской кампании, в их числе Битва при Эль-Агейле.